# Baburjevi vrtovi
Bagh-e Babur (darijsko باغ بابر), znani tudi kot Baburjevi vrtovi, je zgodovinsko mesto v mestu Čelsatun v Kabulu v Afganistanu. So na pobočju Šer Darvaza v okrožju 5, jugozahodno od Šahr-e Nav ali blizu južno od kabulskega živalskega vrta in severno od Čihil Sutuna. Baburjevi vrtovi imajo več terasastih stavb, majhno mošejo in veliko sprehajalnega prostora. Vsako leto jih obišče do milijon domačinov in tujih turistov, kjer je tudi grobnica prvega mogulskega cesarja Baburja. Park naj bi bil zgrajen okoli leta 1504, ko je Babur dal ukaz za izgradnjo 'drevoreda' v Kabulu, ki je podrobno opisan v njegovih spominih, Baburnama. Od takrat so ga različni afganistanski vladarji ponovno razvili.
V tradiciji mogulskih vladarjev je bilo, da so v času svojega življenja razvijali kraje za rekreacijo in užitek, pozneje pa so enega od teh izbrali za svoje zadnje počivališče. Najdišče je bilo še naprej pomembno za Baburjeve naslednike; Džahangir je romal v mesto leta 1607, ko je ukazal, da se vsi vrtovi v Kabulu obdajo z obzidjem, da se pred Baburjevim grobom položi molitvena ploščad in na njeno vzglavje postavi nagrobnik z napisom. Med obiskom mogulskega cesarja Šaha Džahana leta 1638 so okrog Baburjeve grobnice postavili marmorni zaslon, na spodnji terasi pa zgradili mošejo. Obstajajo poročila iz časa obiska Šaha Džahana leta 1638 o kamnitem vodnem kanalu, ki je potekal med drevoredom s terase pod mošejo, z bazeni v določenih intervalih.

## Zgodovina
Prvotno leto izgradnje Bagh-e Baburja ni znano. Na mestu so nedavno našli relikvije iz 3. stoletja pred našim štetjem. »V preteklosti so karavane prihajale iz različnih koncev in prenašale trgovske tovore in tukaj so izmenjevale svoje trgovske tovore«, pravi vodstvo Bagh-e Baburja. Ko je Babur leta 1504 zavzel Kabul od Argunov, je mesto ponovno uredil in ga uporabil kot gostišče za posebne priložnosti, zlasti v poletnih sezonah.
Ker je imel Babur tako visok čin, bi bil pokopan na mestu, ki mu ustreza. Vrt, kjer naj bi Babur želel biti pokopan, je znan kot Bagh-e Babur. Mogulski vladarji so to mesto videli kot pomembno in so pomagali pri nadaljnjem razvoju mesta in drugih grobnic v Kabulu. V članku, ki ga je napisal Aga Khan Historic Cities Programme, je opisan marmorni zaslon, ki ga je zgradil mogulski cesar Šhah Džahan okoli Baburjeve grobnice leta 1638 z naslednjim napisom:
samo ta mošeja lepote, ta tempelj plemenitosti, zgrajen za molitev svetnikov in epifanijo kerubinov, je bil primeren, da stoji v tako častitljivem svetišču, kot je ta cesta nadangelov, to gledališče nebes, svetlobni vrt boga odpuščenega angelski kralj, katerega počitek je v nebeškem vrtu, Zahirudin Muhamed Babur Osvajalec.
Čeprav so dodatki na zaslonih Šaha Džahana vsebovali sklicevanja na Baburja, Salome Zajadacz-Hastenrath v svojem članku »Zapisek o Baburjevem izgubljenem pogrebu in ograjenem prostoru v Kabulu« nakazuje, da je Šaha Džahana delo spremenilo Bagh-e Babur v pokopališče. Navaja, da je bila »mošeja zgrajena na trinajsti terasi, terasi, ki je najbližja Meki; naslednja, štirinajsta terasa, naj bi vsebovala pogrebno ograjo Baburjeve grobnice in grobnice nekaterih njegovih moških sorodnikov.« To preoblikovanje v pravo pokopališče z ogrado okoli Baburjeve grobnice kaže na pomen Baburja. Z zapiranjem Baburjeve grobnice Šah Džahan loči cesarjevo grobnico od drugih.
Bagh-e Babur se je drastično spremenil od mogulskega vtisa prostora do sedanjosti. Skozi leta so zunanji vplivi oblikovali uporabo lokacije. Na primer, program Aga Khan Historic Cities Program opisuje, kako je do leta 1880 Amir Abdur Rahman Kan zgradil paviljon in rezidenco za svojo ženo Bibi Halimo. Leta 1933 je bil prostor spremenjen v javni rekreacijski prostor z bazeni in fontanami, ki so postale osrednja točka. Sodoben rastlinjak in bazen so dodali v poznih 1970-ih. Čeprav ograde Baburjeve grobnice ni več, Bagh-e Babur ostaja glavno zgodovinsko pomembno mesto v Kabulu.
V zadnjih nekaj letih so se lotili poskusov obnove in rekonstrukcije mesta Kabul in Baburjeve grobnice. Zahra Brešna, arhitektka z oddelka za ohranjanje in obnovo afganistanske urbane dediščine, trdi, da bi moral biti »poudarek na razvoju in krepitvi delno pozabljenih lokalnih in tradicionalnih vidikov, hkrati pa jih postaviti v sodoben globalni kontekst. Cilj je ohraniti tradicijo, ne da bi ovirali razvoj sodobne družbene, ekološke in ekonomske institucije.« Načrtovalci razpravljajo tudi o pomenu »oživitve kulturne identitete« v razvoju Kabula. Te ideje se zdijo pasti v skladu z načrtom Aga Kana.
Načrt, ki ga je predstavil Aga Kan, zahteva rekonstrukcijo Bagh-e Baburja in vključuje več ključnih komponent. Ponovna izgradnja obzidja, obnova mošeje Šah Džahana in obnova ograde Baburjevega groba so pomembni deli obnove vrta in pomoč pri »oživitvi kulturne identitete« islamskih mest, ki bi predvideli zaprtje območja. Ograja sadovnjakov je tradicionalno na tem območju. Obnovili bi tudi mošejo, prostor za molitev in meditacijo za obiskovalce vrtov.
Največja predlagana ideja je obnova Baburjeve grobnice. Obnova Baburjevega vrta bi prinesla enotnost okoli vladarja, odgovornega za pomen Kabula, obnova zgodovinskih četrti pa bi povrnila ponos meščanom mesta. Arhitekt Abdul Vasaj Nadžimi piše, da bi bila »obnovitev zaupanja, ponosa in upanja glavni rezultat ponovnega vključevanja zgodovinskih četrti v glavno obnovo in razvoj Kabula. To bi neposredno vplivalo na oživitev identitete.«
Edini namig o zasnovi je v skici in kratkem opisu iz leta 1832 Charlesa Massona, britanskega vojaka, ki je bil objavljen leta 1842, v letu, ko je grobnico uničil potres. V enem od opisov grobnice so jo hvalili, »čeprav je očitno v slabem stanju ohranjenosti, razkriva vrhunsko obdelavo v kamnu: visoke stene z razkošnim jali delom in reliefnim okrasjem.« Mason je grobnico opisal kot »spremljano z mnogimi spomeniki podobne narave, v spomin na njegove sorodnike, in jih obdaja ograja iz belega marmorja, zanimivo in elegantno izrezljane ... Nihče jih ne nadzira in velika svoboda je bila vzeta s kamni, uporabljenimi v obdajajočih stenah.« Masonova skica in Masonov opis nam dajeta edini sodoben pogled na to, kako ekstravagantna je bila grobnica.

## Obnova
Vrtovi so bili med afganistansko državljansko vojno (1992–1996) močno poškodovani. Opravljen je bil natančen pregled obodnih sten vrta, katerih deli naj bi izhajali iz poznega 19. stoletja. Ti so zgrajeni iz mešanice tradicionalne ročno položene zemlje (pakhsa) in na soncu sušene opeke na kamnitih temeljih – tehnike, ki se še vedno pogosto uporabljajo v podeželski gradnji v Afganistanu. Po natančni dokumentaciji so bili med letoma 2002 in 2004 poškodovani deli obzidja popravljeni ali obnovljeni, med katerimi je bilo ustvarjenih skoraj 100.000 delovnih dni za kvalificirano in nekvalificirano delovno silo.
V okviru prizadevanj za ustrezno stopnjo natančnosti konservatorsko-sanacijskih del je bila identificirana in pregledana vrsta dokumentacije. Poleg posebnih sklicevanj na sam Bagh-e-Babur so bili pregledani sodobni zapisi o vrstah dreves in ureditvah za distribucijo vode, za nasvet pa so bili zaprošeni tisti, ki so preučevali in izvajali rehabilitacijska dela na drugih mogulskih vrtovih v regiji.
Od leta 2003 je bil poudarek ohranjanja na mošeji iz belega marmorja, ki jo je zgradil Aurangzeb leta 1675, da bi obeležil svojo osvojitev Balha; obnova ograde Baburjevega groba; popravilo vrtnega paviljona iz začetka 20. stoletja; in rekonstrukcija Tajbegove palače. Poleg tega je bil na odtisu prejšnje stavbe ob vznožju vrta (kjer je ohranjena osnova prehoda, ki ga je zgradil Šah Džahan) zgrajen nov karavanseraj, zunaj vrtnega območja pa nov bazen.
Ob upoštevanju zgodovinske narave krajine in potreb sodobnih obiskovalcev so bile izvedene pomembne naložbe v naravno okolje vrta. Postavljen je bil delno cevni namakalni sistem in posajenih je bilo več tisoč avtohtonih dreves, vključno s platanami, cipresami, glogom, divjo češnjo (alubalu – domnevno jo je prinesel Babur s severa Kabula) ter drugimi sadnimi in senčnimi drevesi. Na podlagi rezultatov arheoloških izkopavanj so bila ponovno vzpostavljena razmerja med 13 terasami in mrežo poti in stopnic.
Od 16. januarja 2008 vrt upravlja neodvisni sklad Bagh-e Babur s podporo občine Kabul, afganistanskega ministrstva za informacije in kulturo ter sklada Aga Khan za kulturo. V vrtovih se je znatno povečalo število obiskovalcev in prihodek. Leta 2008 je park obiskalo skoraj 300.000 ljudi, leta 2016 pa približno 1.030.000 ljudi.

## Galerija
- Poleg rož in navadnega drevja v vrtu gojijo tudi sadna drevesa, vključno z granatnim jabolkom in češnjami
- Javorji znotraj vrtov
- November 2015
- Majhna mošeja znotraj vrtov
- Moški molijo
- Pogled na vrtove z vrha gore leta 2009
- Oktober 2010
- Zima 2006
- Poletje 2015